# Перевал Капал
Перевал Капал или перевал Капальский расположен в Аксуском районе Алматинской области Казахстана.

## История
Перевал обычно определяется на месте понижения гребня горного хребта. Предположительно, рельеф Капальского возник в результате тектонических процессов, происходивших в эпоху альпийской складчатости, охватывающей последние 50 млн лет геологической истории Земли.
Название перевалу «Капальский извоз» дали первые поселенцы из России в начале XIX века. Это был удобный перевал, ведущий в ущелье реки Кора, где переселенцы брали лес для строительства домов, выпасали свой скот и охотились на диких козлов. В 1856 году, во время исследования Тянь-Шаня, здесь побывал географ П. П. Семёнов-Тян-Шанский. Вот как он описывал этот эпизод путешествия в своей книге «Путешествие в Тянь-Шань»:
«Вид на долину реки Коры был восхитителен… Высота гребня, по которому я следовал, казалась мне по крайней мере метров на 1500 выше Капальского плоскогорья, но он еще больше возвышался над глубокой долиной Коры».
С перевала вниз по ущелью открывается вид на запад, а в противоположном направлении предстает широкая долина реки Кора, с альпийскими лугами и могучим лесом на северном склоне.

## Местоположение и охрана
Перевал расположен в Северной Джунгарии, пос. Капал — долина р. Кора. Памятник входит в Жонгар-Алатауский государственный национальный природный парк и находится под его охраной. Имеет благоприятную акустическую среду (тишина, мелодичные звуки в природе). Наиболее благоприятным временем для путешествий является период с мая по октябрь.